# Adolphe Cohn
Adolphe Cohn, francosko-ameriški pravnik in pedagog, * 1851, Pariz, † 1930.